# Болин, Вильгельм
Вильгельм Андреас (Василий Андреевич) Болин (швед. Andreas Wilhelm Bolin; 2 августа 1835, Санкт-Петербург, Российская империя — 16 июня 1924, Хельсинки) — шведско-финский философ, историк и переводчик.

## Биография
Представитель семейства, владевшего Ювелирным домом Болин в Петербурге.
Образование получил в Петропавловской школе, затем с 1852 — в Гельсингфорсском университете.
В 1857 совершил поездку в Германию, где близко сошелся с Людвигом Фейербахом, религиозно-философские идеи которого сильно повлияли на него.
С 1865 года в качестве доцента, позже экстраординарного профессора (с 1870) читал лекции в Гельсингфорсском университете (ныне Хельсинкский университет), преимущественно по психологии, логике и истории философии, и одновременно заведовал университетской библиотекой (ныне Национальная библиотека Финляндии).
Среди его философских сочинений, написанных на шведском языке, заслуживают внимания:
- «Развитие семейного начала до эпохи Реформации» (Гельсингфорс, 1860);
- «Семейство» (1864);
- «Задача свободы воли» (1868);
- «Государственная жизнь Европы и политические учения философии с XVI ст.» (2 т., 1868—71).

Кроме того, им переведен и издан на шведском же языке сборник из 30 пьес Шекспира, переработанный для сцены и семейного чтения (Лунд, 1879—1887, 5 т.). Переводил также сочинения Пьера Бейля, Фридриха Йодля, Спинозы
и др.
В. Болин — автор комедии «Крестник короля» (1882).